# ديفيد بريس
ديفيد بريس (بالإنجليزية: David Preece)‏ (26 أغسطس 1976 بسندرلاند في المملكة المتحدة - ) هو لاعب كرة قدم بريطاني في مركز حراسة المرمى. لعب مع نادي أبردين ونادي أودنسه ونادي بارنسلي ونادي سندرلاند ونادي سيلكيبورج ونادي كيفلافيك ولينكولن سيتي أف سي ودارلينجتون إف سى.

## وصلات خارجية
- ديفيد بريس على موقع قاعدة بيانات كرة القدم.إي يو (الإنجليزية)
- ديفيد بريس على موقع Soccerbase.com (لاعب) (الإنجليزية)
- ديفيد بريس على موقع Soccerway.com (الإنجليزية)
- ديفيد بريس على موقع عالم كرة القدم.نت (الإنجليزية)